# جبران غسان تويني
جبران غسان تويني (15 سبتمبر 1957 - 12 ديسمبر 2005)، صحفي وكاتب لبناني. رئيس مجلس إدارة صحيفة النهار اللبنانية وعضو بمجلس النواب اللبناني، وهو نجل الإعلامي غسان تويني. اشتهر كصحفي معاد للوصاية السورية على لبنان، وحاول مراراً كغيره من المعارضين للتدخل السوري في لبنان أن يستغلوا ممارسات النظام الحاكم في سوريا ليثبتوا انفصال لبنان النهائي عنه وذلك عقب تطبيق اتفاق الطائف.
برز بعد ذلك في انتفاضة 14 آذار التي حدثت عقب اغتيال رئيس وزراء لبنان الأسبق رفيق الحريري وأدت إلى خروج الجيش السوري من لبنان. وانتخب بعد ذلك نائباً في البرلمان اللبناني بعد تحالفه مع قوى 14 أذار في انتخابات عام 2005 عن مقعد الروم الأرثوذكس في بيروت. اغتيل عام 2005 ضمن سلسلة اغتيالات لخصوم سوريا في لبنان.

## النشأة
ولد جبران تويني في بيروت في 15 أيلول 1957. كان والده، غسان تويني، قد ولد في بارزة أسرة بارزة من الروم الأرثوذكس وكان صحافيا وسياسيا مخضرما. والدته هي الشاعرة اللبنانية الدرزية الفرنكوفونية نادية تويني. جده لأبيه هو جبران تويني، صحفي شهير ومن رواد النهضة العربية، أسس «الأحرار» والتي أصبحت لاحقا صحيفة النهار. سمي جبران تويني على اسم جده. على الجانب الآخر، كان جده لأمه، محمد علي حمادة، دبلوماسياً وكاتباً. من أخواله وزير الاتصالات السابق مروان حمادة والصحفي السابق في جريدة النهار، وعلي حمادة الصحفي السابق بجريدة النهار.
في سن 18، عانى جبران تويني من رعب التعصب الطائفي مع اندلاع الحرب الأهلية اللبنانية. خدم في الجيش اللبناني بموجب قانون كان آنذاك أجبر الطلاب على الخدمة لمدة عام كاحتياط، إما بعد المدرسة الثانوية أو بعد التخرج من الكلية. خدم في ثكنة هنري شهاب، وبعد معسكر التدريب عمل في القسم الإداري بالثكنة عام 1976، اختطفه رجال من المليشيات المسيحية لمدة 36 ساعة عام 1977.

## التعليم
حصل تويني على بكالوريوس الآداب في العلاقات الدولية من المدرسة العليا للدراسات العليا في 1980. في نفس الفترة، درس الصحافة في المدرسة العليا للصحافة في باريس وتخرج عام 1980. كما درس الإدارة في "CEDEP-INSEAD" في عام 1992.

## مسيرته المهنية
بدأت مسيرة تويني الصحفية عندما أصبح المدير العام ورئيس التحرير لجريدة النهار العربي والدولي الأسبوعية التي أطلقها هو وصحفيون آخرون في باريس عام 1979 وتم نشرها حتى عام 1990. ثم شغل منصب المدير العام للصحيفة اليومية "النهار" من 1993 إلى 1999 والمدير العام للمجلة الشهرية «نون» من 1997 إلى 2000. أدت صداقته مع الجنرال ميشال عون إلى نفيه إلى باريس من 1990 إلى 1993، إذ كان عضوا بارزا في الحركة الشعبية المتعددة الطوائف والمؤيدة لمحاولة لرئيس الوزراء ميشال عون، في الفترة بين عامي 1989 و1990، لطرد القوات السورية من لبنان آنذاك. أصبح عضوا نشطا في الرابطة العالمية للصحف وناشري الصحف (WAN) في عام 1990 ومستشارها لشؤون الشرق الأوسط. كما كان عضوًا في صندوق الرابطة لتنمية حرية الصحافة، الذي تم إنشاؤه عام 1994. كان تويني ناشرًا ورئيسًا لمجلس الإدارة ومديرًا وكاتبا في جريدة النهار ابتداءً من 1 يناير 2000 حتى وفاته في 12 ديسمبر 2005.
حظى تويني باهتمام دولي في مارس 2000 عندما كتب على الصحفة الأولى بالجريدة خطابا لبشار الأسد ابن الرئيس السوري حينها حافظ الأسد وولي عهده، يدعوه إلى سحب القوات السورية من لبنان بعد اتفاق الطائف سنة 1990 الذي أنهى الحرب الأهلية في لبنان. بهذه الافتتاحية، قهر تويني إحدى المحرمات الصحفية الكبيرة حينها. نُشر خطابه عندما عُقدت قمة بين الرئيس الأمريكي آنذاك بيل كلينتون والرئيس السوري آنذاك حافظ الأسد في جنيف. أثارت رسالة تويني اعتراض بعض الصحف والمسؤولين اللبنانيين. ومع ذلك، اتفق كتاب آخرون مع محتوياتها. في نيسان 2001، شارك في تأسيس "لقاء قرنة شهوان" مع ما يقرب من ثلاثين سياسي وشخصية عامة لبنانية مسيحية.
في آذار 2005، ساهم في مظاهرات ثورة الأرز التي ألقى خلالها الخطاب الشهير «بسم الله، نحن مسلمون ومسيحيون، نتعهد بأن نبقى متحدين حتى يوم الدين للدفاع عن لبناننا بشكل أفضل». في أيار 2005، انتخب نائباً في مجلس النواب اللبناني عن المقعد المسيحي الأرثوذكسي الشرقي في الدائرة الأولى في بيروت تابعا لقائمة مناهضة لسوريا، وهي القائمة التي تزعمها ابن الراحل رفيق الحريري سعد.

## الآراء
أيد تويني بشدة حرية التعبير. كما شجع على محاسبة حكومة حافظ الأسد. اعتبر بشار الأسد زعيم من «الجيل الجديد» وكان يأمل أن تغير سوريا سياستها تجاه اللبنانيين عند مجيئه. ومع ذلك، بعد تحالف بشار الأسد مع الرئيس اللبناني آنذاك إميل لحود والأمين العام لحزب الله حسن نصر الله، بدلاً من دعم «القوى الديمقراطية» اللبنانية، أصيب بخيبة أمل مع مرور الوقت. ثم أصبح من أشد منتقدي الحكومة السورية وسياساتها في لبنان.

## اغتياله
على الرغم من استمرار تويني في افتتاحياته في «النهار»، إلا أنه ظل خارج بيروت حتى وقت قصير قبل وفاته. بعد اغتيال رفيق الحريري، علم أنه على رأس قائمة المطلوبين وبدأ في اتخاذ خطوات وقائية، مثل تبديل السيارات كل يوم. في يونيو 2005، اغتيل الكاتب سمير قصير أحد أهم كتاب الأعمدة العاملين بصحيفته. غادر لبنان ومكث في باريس فترة وعاد قبل يوم 12 كانون الأول (ديسمبر) 2005 بقليل، وهو اليوم الذي تم فيه اغتياله.
اغتيل تويني بانفجار سيارة مفخخة في 12 كانون الأول 2005 في المكلس، إحدى ضواحي بيروت، بينما كان يقود سيارته من منزله في بيت مري إلى مكاتب جريدته في ساحة الشهداء في بيروت. كما قتل في الانفجار اثنان من حراسه الشخصيين. وكان الهدف السابع من بين سلسلة اغتيالات لسياسيين وصحفيين ورجال أمن بدأت في لبنان عام 2005.
دفن جثمانه في مقابر كنيسة القديس ديمتريوس بعد الجنازة التي جرت في كنيسة مار جرجس في بيروت. ملأ عشرات الآلاف من المعزين شوارع بيروت لحضور جنازة تويني في 14 ديسمبر 2005. وألقى كثير من المشيعين باللوم على سوريا في وفاته بسبب سياساته المعادية لسوريا ورددوا شعارات مناهضة لسوريا. كما وقف أعضاء مجلس النواب اللبناني دقيقة صمت خلال جلسة برلمانية استثنائية. أكد أفراد الأسرة أن الصحيفة لن تتوقف عن الصدور بعد وفاته.

### ردود الفعل والجناة
أشارت التقارير الأولية التي نُشرت في صحيفة إيلاف إلى أن مجموعة غير معروفة حتى وقت حدوث الحادثة، باسم «المناضلون من أجل وحدة وحرية الشام»، أعلنت مسؤوليتها عن الهجوم. كما تم إرسال بيان تحمل مسؤولية بالفاكس لرويترز وتضمن تحذيرًا من أن المصير نفسه ينتظر معارضي «العروبة» الآخرين في لبنان، زاعمًا أن الاغتيال نجح في «إسكات الخائن»، و«قلب النهار إلى ليل مظلم».
ألقى العديد من السياسيين اللبنانيين المناهضين لسوريا باللوم على سوريا. ردا على ذلك، نفت السلطات السورية التواطؤ وقالت إن الجريمة تهدف إلى توجيه اتهامات جديدة ضد سوريا. وأكد المعلقون أن الانفجار وقع قبل ساعات قليلة فقط من موعد تقديم لجنة التحقيق التابعة للأمم المتحدة تحديثًا لتقريرها حول اغتيال الحريري إلى الأمين العام للأمم المتحدة آنذاك كوفي عنان. رداً على ذلك، أعلن رئيس الوزراء اللبناني فؤاد السنيورة أنه سيطلب من مجلس الأمن التابع للأمم المتحدة التحقيق في التواطؤ السوري في مقتل تويني وشخصيات بارزة أخرى مناهضة لسوريا.
قبل وفاته، كان تويني يناضل من أجل تحقيق دولي في مقابر جماعية اكتُشفت مؤخرًا في عنجر بجوار مقر المخابرات السورية الرئيسي. أظهر تحليل الطب الشرعي في وقت لاحق أنها كانت جزءًا من مقبرة تعود إلى القرن الثامن عشر. كان تويني قد اتهم في افتتاحيته الأخيرة سوريا بارتكاب «جرائم ضد الإنسانية» وألقى باللوم عليها في المقابر الجماعية وغيرها من الفظائع التي ارتكبت في لبنان أثناء وجودها.
وقال كويشيرو ماتسورا، المدير العام لليونسكو، «لقد فقد مجتمع الصحافة العالمية أحد أعظم المدافعين عنه. وفاة السيد تويني خسارة فادحة ليس فقط لعائلته وأصدقائه وزملائه، ولكن لقضية حرية التعبير وحرية الصحافة في الشرق الأوسط. كما يجب أن أعبر عن قلقي حيال العدد المتزايد من الاعتداءات على الصحفيين والسياسيين اللبنانيين خلال هذا العام».

### دعوى قضائية
رفع بطرس حرب محامي عائلة تويني دعوى قضائية في أكتوبر / تشرين الأول 2012 ضد ضابطين سوريين بسبب دورهما المزعوم في اغتيال جبران تويني.

## الحياة الشخصية
تزوج جبران تويني لأول مرة من ميرنا المر التي أنجبت اثنتين من بناته، نايلة وميشيل. ميرنا المر هي ابنة ميشال المر، السياسي اللبناني. انفصلا فيما بعد. زوجته الثانية هي سهام عسيلي. وأنجبت له ابنتين توأم، غابرييلا ونادية، كانتا تبلغان من العمر بضعة أشهر فقط عندما قُتل.

## إرثه

### جائزة جبران تويني
أنشأت الرابطة العالمية للصحف جائزة جبران تويني في عام 2006 بعد وفاته وتمنح الجائزة لـ«ناشري أو محرري الصحف في العالم العربي الذن يظهرون قيم الصحافة الحرة».
تم منح الجائزة للصحفيين والإعلاميين التالية أسماؤهم:
- 2012: علي فرزات، رسام كاريكاتير سوري [34]
- 2010: أبو بكر الجامعي، لو جورنال إبدومادير، المغرب[35]
- 2009: آسوس هاردي، كردستان العراق[36]
- 2008: إبراهيم عيسى، الدستور، مصر[37]
- 2007: ميشال حاجي جورجيو، لوريان لوجور، لبنان[38]
- 2006: نادية السقاف، يمن تايمز، اليمن

### زمالة جبران تويني لحقوق الإنسان
أطلق مركز كار لسياسة حقوق الإنسان في كلية جون كينيدي للإدارة الحكومية بجامعة هارفارد بالتعاون مع مؤسسة الحريري بالولايات المتحدة الأمريكية برنامج زمالة جبران ج. تويني لحقوق الإنسان في 21 يناير 2009. يمكن البرنامج الزملاء من إجراء مشروع بحثي كبير يركز على مجالات حرية التعبير أو الاحتجاز التعسفي أو التمييز ضد الأقليات أو السكان النازحين أو الفئات الضعيفة الأخرى في بلد أو أكثر في الشرق الأوسط.

## مؤلفاته
- بالحبر والدم - استقلاليات (2006).[40] صدر بعد وفاته وجمعت فيه بعض المقالات التي كان قد كتبها بين الأعوام 2000 و2005.[41]